# Euchromius hampsoni
Euchromius hampsoni là một loài bướm đêm trong họ Crambidae.